# Мистериите от Медената долина
„Мистериите от Медената долина“ (на руски: Тайны медовой долины) е руски анимационен сериал от 2020 г., продуциран от „Союзмультфильм“.
Режисьори са Анна Солдатова, Григорий Вожакин, Андрей Маяцкий и други.

## В България
В България сериалът е излъчен през 2023 г. по „Супертуунс“ с български войсоувър дублаж, записан в студио „Про Филмс“.
| Озвучаващи артисти  | Нина Гавазова Елена Грозданова Мими Йорданова Сотир Мелев Константин Лунгов |
| Преводач            | Ивелина Иванова                                                             |
| Тонрежисьор         | Денислав Димитров                                                           |
| Режисьор на дублажа | Десислава Знаменова                                                         |